# Luther (Mondkrater)
Luther ist ein kleiner Einschlagkrater auf der nordöstlichen Mondvorderseite in der Ebene des Mare Serenitatis, westlich der großen Wallebene des Posidonius.
Der Krater ist schalenförmig und wenig erodiert.
Nördlich von Luther erstreckt sich das ausgedehnte Rillensystem der Rimae Daniell.
| Buchstabe | Position           | Durchmesser | Link |
| --------- | ------------------ | ----------- | ---- |
| H         | 36,03° N, 22,78° O | 7 km        |      |
| K         | 37,48° N, 23,32° O | 4 km        |      |
| X         | 36,17° N, 24,34° O | 4 km        |      |
| Y         | 38,12° N, 24,39° O | 4 km        |      |

Der Krater wurde 1935 von der IAU nach dem deutschen Astronomen Karl Theodor Robert Luther offiziell benannt.